# Saint-Christo-en-Jarez
Saint-Christo-en-Jarez é uma comuna francesa na região administrativa de Auvérnia-Ródano-Alpes, no departamento de Loire. Estende-se por uma área de 21,77 km². Em 2010 a comuna tinha 1 939 habitantes (densidade: 89,1 hab./km²).